# Ceratocorys skogsbergii
Ceratocorys skogsbergii is een soort in de taxonomische indeling van de Myzozoa, een stam van microscopische parasitaire dieren. Het organisme komt uit het geslacht Ceratocorys en behoort tot de familie Ceratocoryaceae. Ceratocorys skogsbergii werd in 1942 ontdekt door Graham.